# Owady Grenlandii
Owady Grenlandii, entomofauna Grenlandii – ogół taksonów owadów, których występowanie stwierdzono na terenie Grenlandii.
Entomofauna Grenlandii liczy sobie ponad 750 gatunków, zaliczanych do 13 rzędów rodzimych i 4 rzędów zawleczonych. Grenlandia należy do krainy nearktycznej, ale w przypadku chrząszczy większość gatunków to element głównie palearktyczny.

## Błonkoskrzydłe(Hymenoptera)
Na Grenlandii stwierdzono 88 gatunków błonkówek.

### Rośliniarki(Symphyta)
Na Grenlandii reprezentowane tylko przez pilarzowate.

#### Pilarzowate(Tenthredinidae)
- Amauronematus amentorum
- Amauronematus groenlandicus
- Amauronematus nitidipleuris
- Ametastegia sp.
- Pachynematus excisus
- Pachynematus obductus

### Trzonkówki:owadziarki(Apocrita: Terebrantes)

#### Bleskotkowate(Chalcididae)
Na Grenlandii stwierdzono 8 gatunków.

#### Diapriidae
Na Grenlandii stwierdzono:
- Basalys bifoveata
- Polypeza ciliata
- Trichopria nigricornis
- Zygota dentatipes
- Zygota groenlandica

#### Figitidae
Na Grenlandii stwierdzono:
- Alloxysta arcuata
- Alloxysta vicntrix
- Anacharis eucharioides
- Kleidotoma psiloides
- Trybliographa simulatrix

#### Galasówkowate(Cynipidae)
Na Grenlandii stwierdzono 1 gatunek.

#### Gąsienicznikowate(Ichneumonidae)
Na Grenlandii stwierdzono:
- Aclastus borealis
- Aclastus gracilis
- Acrolyta glacialis
- Aoplus groenlandicus
- Atractodes alpestris
- Atractodes alpinus
- Atractodes aterrimus
- Atractodes bicolor
- Atractodes exilis
- Atractodes gilvipes
- Atractodes obsoletor
- Atractodes picipes
- Atractodes pusillus
- Banchus palpalis
- Banchus volutatorius
- Barycnemis bellator
- Barycnemis claviventris
- Bathyplectes glacialis
- Bathythrix longiceps
- Brachypimpla bracyura
- Buathra labrator
- Campodorus elini
- Campodorus lituratus
- Campodorus polaris
- Campodorus suspicax
- Campodorus ultimus
- Campoletis horstmanni
- Campoletis longiceps
- Campoletis rostrata
- Charitopes albilabris
- Charitopes piceiventris
- Cidaphus atricilla
- Coelichneumonops occidentalis
- Cratichneumon vescus
- Crematus incompletus
- Crypteffigies confusus
- Cryptus arcticus
- Cryptus leechi
- Ctenochira rufipes
- Diadegma combinatum
- Diadegma groenlandicum
- Diadegma majale
- Diplazon annulatus
- Diplazon hyperboreus
- Endasys bicolor
- Enizemum ornatum
- Enytus apostata
- Enytus montanus
- Erigorgus cerinops
- Erigorgus melanobatus
- Exochus pullatus
- Gelis curvicauda
- Gelis glacialis
- Gelis maesticolor
- Gelis nigritulus
- Glypta arctica
- Groenlabus thulensis
- Homotherus erythromelas
- Homotherus magus
- Homotherus procelariae
- Hypamblys albopictus
- Hyposoter deichmanni
- Hyposoter frigidus
- Ichneumon bucculentus
- Ichneumon discoensis
- Ichneumon lariae
- Ichneumon sarcitorius
- Itoplectis quadricingulata
- Mesochorus agilis
- Mesoleius groenlandicus
- Occcapes hinzi
- Olesicampe dentata
- Olesicampe extrema
- Ophion luteus
- Oresbius sp.
- Orthocentrus frontator
- Orthocentrus monilicornis
- Orthocentrus winnertzii groenlandicus
- Otlophorus vibei
- Pantisarthrus lubricus
- Pantisarthrus luridus
- Pimpla sodalis
- Phygadeuon cylindraceus
- Phygadeuon fumator
- Phygadeuon solidus
- Plectiscidea arctica
- Plectiscidea bistriata
- Plectiscidea collaris
- Plectiscidea hyperborea
- Plectiscidea monticola
- Plectiscidea prolata
- Plectiscus minutus
- Saotis hoeli
- Scambus brevicornis
- Stenomacrus atratus
- Stenomacrus difficilis
- Stenomacrus groenlandicus
- Stenomacrus laticollis
- Stenomacrus micropennis
- Stenomacrus trebrator
- Stilpnus tenebricosus
- Sulcarius biannulatus
- Sulcarius nigricornis
- Symplecis bicingulata
- Symplecis clipeator
- Syrphoctonus aquilonius
- Syrphoctonus melanogaster
- Syrphoctonus nigriclypealis
- Syrphoctonus nigritarsus groenlandicus
- Theroscopus arcticus
- Tromatobia forsiusi
- Tymmophorus gelidus
- Xiphulcus plectiscinus

#### Kruszynkowate(Trichogrammatidae)
Na Grenlandii stwierdzono tylko jeden, nieoznaczony gatunek z rodzaju Trichogramma.

#### Megaspilidae
Na Grenlandii występują 2 gatunki:
- Dendrocerus aphidum
- Dendrocerus bifoveatus

#### Męczelkowate(Braconidae)
Na Grenlandii stwierdzono:
- Aleiodes borealis
- Aleiodes sp. – nieoznaczony gatunek; podobny do Aleiodes signatus
- Alysia alticola
- Aphaereta minuta
- Aphidius avenae
- Aphidius cingulatus
- Aphidius tarsalis
- Blacus groenlandicus
- Choerebus sp. – nieoznaczony gatunek; podobny do Choerebus cytherea
- Cotesia crassifemorata
- Cotesia eliniae
- Cotesia fascifemorata
- Cotesia hallii
- Cotesia yakutatensis
- Dacnusa groenlandica
- Dinocampus coccinellae
- Hormius moniliatus
- Meteorus arcticus
- Meteorus rubens
- Microplitis coactus
- Microplitis lugubris
- Microplitis lugubroides
- Microplitis mandibularis
- Microplitis sofron
- Praon brevistigma
- Protapanteles fulvipes
- Protapanteles pallipes
- Spathius exarator – prawdopodobnie jednokortnie zawleczony z ekspedycją; niezaliczany do fauny grenlandzkiej
- Trioxys compressicornis

#### Oścowate(Aphelinidae)
Na Grenlandii stwierdzono jeden nieoznaczony gatunek z podrodzaju Aphelinus (Mesidia).

#### Platygastridae
Na Grenlandii stwierdzono:
- Baeus seminulum
- Inostemma walkeri lub pokrewny gatunek
- Platygaster opaca
- Telenomus kolbei
- Telenomus nitidulus
- Trimorus orbiculatus
- Trimorus punctulator

#### Rzęsikowate(Mymaridae)
Na Grenlandii stwierdzono:
- Anagrus nigriceps
- Anaphes sp.
- Gonatocerus litoralis (oznaczenie gatunku niepewne)
- Polynema sp.

#### Siercinkowate(Pteromalidae)
Na Grenlandii stwierdzono 9 gatunków:
- Ardilea convexa
- Asaphes hirsutus
- Collentis suecicus
- Gnyphoglathus laevigatus
- Pachyneuron groenlandicum
- Pteromalus sp.
- Seladerma breve (oznaczenie gatunku niepewne)
- Seladerma geniculatum
- Trichomalopsis fucicola

#### Suskowate(Encyrtidae)
Na Grenlandii stwierdzono:
- Metaphycus ater
- Metaphycus groenlandicus
- Microterys curio
- Pseudencyrtus sp.
- Pseudococcobius obenbergeri
- Rhopus sulphureus
- Stemmatosteres apterus (oznaczenie gatunku niepewne)
- Tetracyclos boreios
- Trichomasthus marsus (oznaczenie gatunku niepewne)

#### Tybelakowate(Proctotrupidae)
Na Grenlandii stwierdzono 1 gatunek:
- Exallonyx sp., prawdopodobnie Exallonyx microcerus

#### Wiechońkowate(Eulophidae)
Na Grenlandii stwierdzono:
- Aprostocetus meltoftei
- Chrysocharis pubicornis
- Diglyphus isaea
- Elachertus fenestratus
- Neochrysocharis diastatae
- Pediobius alaspharus

### Trzonkówki:żądłówki(Apocrita: Aculeata)

#### Dryinidae
Na Grenlandii stwierdzono 1 gatunek:
- Gonatopus brooksi

#### Mrówkowate(Formicidae)
Na Grenlandii stwierdzono pojedynczego samca mrówki faraona na jednym z lotnisk.

#### Osowate(Vespidae)
Na Grenlandii stwierdzono 1 gatunek z podrodziny kopułek:
- Ancistrocerus waldenii

#### Pszczołowate(Apidae)
Na Grenlandii stwierdzono 2 gatunki:
- Bombus hyperboreus
- Bombus polaris

## Chruściki(Trichoptera)
Na Grenlandii stwierdzono 8 gatunków, w tym:
- Apatania zonella

## Chrząszcze(Coleoptera)
Na Grenlandii stwierdzono 66 gatunków, w 34 zawleczone. Większość pochodzi z Palearktyki.

### Chrząszcze drapieżne(Adephaga)

#### Biegaczowate(Carabidae)
Na Grenlandii stwierdzono 4 gatunki:
- Bembidion grapii
- Nebria rufescens
- Patrobus septentrionis
- Trichocellus cognatus

#### Krętakowate(Gyrinidae)
Na Grenlandii stwierdzono 1 gatunek:
- Gyrinus opacus

#### Pływakowate(Dytiscidae)
Na Grenlandii stwierdzono 2 gatunki:
- Colymbetes dolabratus
- Hydroporus morio

### Chrząszcze wielożerne(Polyphaga)

#### Bęblikowate(Malachiidae)
Na Grenlandii stwierdzono 1 zawleczony gatunek:
- Malachius aeneus

#### Biedronkowate(Coccinellidae)
Na Grenlandii stwierdzono 2 zawleczone gatunki:
- Coccinella transversoguttata
- Nephus redtenbacheri

#### Bogatkowate(Buprestidae)
Na Grenlandii stwierdzono 1 zawleczony gatunek:
- Melanophila acuminata

#### Czarnuchowate(Tenebrionidae)
Na Grenlandii stwierdzono 3 zawleczone gatunki:
- Tenebrio obscurus – mącznik ciemny
- Tribolium confusum – trojszyk ulec
- Tribolium destructor – trojszyk większy

#### Kałużnicowate(Hydrophilidae)
Na Grenlandii stwierdzono 2 gatunki.
- Cercyon obsoletus (gatunek zawleczony)
- Helophorus brevipalpis

#### Kapturnikowate(Bostrichidae)
Na Grenlandii stwierdzono 1 zawleczony gatunek:
- Lyctus brunneus

#### Kózkowate(Cerambycidae)
Na Grenlandii stwierdzono 7 zawleczonych gatunków:
- Callidium violaceum – zagwozdnik fiołkowy
- Gracilia minuta – wierzbówka mała
- Molorchus minor – kurtek mniejszy
- Pogonocherus fasciculatus – kozulka sosnówka
- Tetropium castaneum – borówka brunatna
- Xylotrechus colonus

#### Kusakowate(Staphylinidae)
Na Grenlandii stwierdzono 14 gatunków rodzimych i kilka zawleczonych:
- Atheta groenlandica
- Atheta hyperborea
- Atheta isalndica
- Atheta vestita
- Euaestethus laeviusculus
- Eusphalerum sorbi (przypadkowo zawleczony)
- Gnypeta cavicollis
- Lathrobium fulvipenne
- Micralymma brevilingue
- Micralymma marinum
- Mycetoporus nigrans
- Ocalea pictata (gatunek zawleczony)
- Omalium excavatum
- Othius angustatus (gatunek zawleczony)
- Philonthus cephalotes (gatunek zawleczony)
- Philonthus politus (gatunek zawleczony)
- Quedius fellmanni
- Quedius mesomelinus
- Xylodromus concinnus

#### Otrupkowate(Byrrhidae)
Na Grenlandii stwierdzono 4 gatunki:
- Arctobyrrhus subcanus
- Byrrhus fasciatus
- Simplocaria elongata
- Simplocaria metallica

#### Pawężnikowate(Trogossitidae)
Na Grenlandii stwierdzono 1 zawleczony gatunek:
- Tenebroides mauritanicus

#### Pustoszowate(Ptinidae)
Na Grenlandii stwierdzono 5 zawleczonych gatunków:
- Anobium punctatum
- Ernobius mollis
- Ptinus fur
- Ptinus tectus
- Ptinus raptor

#### Ryjkowcowate(Curculionidae)
Na Grenlandii stwierdzono 6 gatunków:
- Dorytomus imbecillus
- Otiorrhynchus arcticus
- Otiorrhynchus nodosus
- Otiorrhynchus sulcatus (gatunek zawleczony)
- Pityogenes chalcographus – rytownik pospolity (gatunek zawleczony)
- Rutidosoma globulus

#### Skórnikowate(Dermestidae)
Na Grenlandii stwierdzono 4 zawleczone gatunki:
- Anthrenus museorum
- Attagenus pellio
- Dermestes lardarius – skórnik słoniniec
- Reesa vespulae

#### Stonkowate(Chrysomelidae)
Współcześnie na Grenlandii nie występują, ale w osadach sprzed 7000 i 1000 lat znaleziono jeden gatunek:
- Phratora polaris

#### Wymiecinkowate(Latridiidae)
Na Grenlandii stwierdzono 6 gatunków:
- Corticaria rubripes
- Corticaria serrata (gatunek zawleczony)
- Dienerella filum (gatunek zawleczony)
- Latridius minimus
- Latridius transversus
- Thes bergrothi (gatunek zawleczony)

#### Zatęchlakowate(Cryptophagidae)
Na Grenlandii stwierdzono 3 gatunki:
- Caenoscelis ferruginea
- Cryptophagus acutangulus (gatunek zawleczony)
- Cryptophagus lapponicus (gatunek zawleczony)

#### Zgniotkowate(Cucujidae)
Na Grenlandii stwierdzono 1 zawleczony gatunek:
- Oryzaephilus surinamensis

## Jętki(Ephemeroptera)
Na Grenlandii występuje tylko jeden gatunek z rodziny murzyłkowatych (Baetidae):
- Baetis bundyae

## Karaczany(Dictyoptera)
Na Grenlandii stwierdzono 1 zawleczony gatunek:
- Blatta orientalis – karaczan wschodni

## Motyle(Lepidoptera)
Na Grenlandii stwierdzono 58 gatunków, z czego 44 rodzime i 14 zawleczonych, w tym 7 synatropijnych.

### Bielinkowate(Pieridae)
Na Grenlandii stwierdzono 1 gatunek:
- Colias hecla

### Pochwikowate(Coleophoridae)
Na Grenlandii stwierdzono 2 gatunki:
- Coleophora alticolella
- Coleophora glaucicolella

### Elachistidae
Na Grenlandii stwierdzono 2 gatunki:
- Agonopterix antennariella
- Agonopterix heracliana – jednokrotnie zawleczony; niezaliczany do fauny grenlandzkiej

### Gracillariidae
Na Grenlandii stwierdzono 1 gatunek:
- Phyllonorycter ledella

### Miernikowcowate(Geometridae)
Na Grenlandii stwierdzono 5 gatunków:
- Enephria punctipes
- Eupithecia gelidata
- Eupithecia pusillata
- Operophtera bruceata
- Psychophora sabini

### Modraszkowate(Lycaenidae)
Na Grenlandii stwierdzono 2 gatunki:
- Agriades glandon
- Lycaena phlaeas

### Molowate(Tineidae)
Na Grenlandii stwierdzono 3 gatunki.
- Monopis laevigella
- Niditinea fuscella – jednokrotnie odnotowany, nieuznawany za część grenlandzkiej entomofauny
- Tineola bisseliella

### Mrocznicowate(Erebidae)
Na Grenlandii stwierdzono 1 gatunek:
- Gynaephora groenlandica

### Namiotnikowate(Yponomeutidae)
Na Grenlandii stwierdzono 2 gatunki.

### Omacnicowate(Pyralidae)
Na Grenlandii stwierdzono 4 gatunki:
- Ephestia elutella
- Ephestia kuehniella
- Plodia interpunctella
- Pyra fusca

### Piórolotkowate(Pterophoridae)
Na Grenlandii stwierdzono 1 gatunek:
- Stenoptilia mengeli

### Płożkowate(Oecophoridae)
Na Grenlandii stwierdzono 2 gatunki.
- Endrosis sarcitrella
- Hoffmannophila pseudospretella

### Rusałkowate(Nymphalidae)
Na Grenlandii stwierdzono 5 gatunków:
- Aglais urticae – dwukrotnie obserwowany; niezaliczany do fauny grenlandzkiej
- Boloria chariclea
- Boloria polaris
- Vanessa atalanta
- Vanessa cardui

### Scythrididae
Na Grenlandii stwierdzono 1 gatunek:
- Scythris noricella

### Skośnikowate(Gelechiidae)
Na Grenlandii stwierdzono 4 gatunki:
- Bryotropha similis
- Gnorimoschema valesiella
- Gnorimoschema vibei
- Phthorimaea operculella – jednokrotnie zawleczony, niezaliczany do grenlandzkiej entomofauny

### Sówkowate(Noctuidae)
Na Grenlandii stwierdzono 18 gatunków:
- Agrotis ipsilon
- Anarta trifolii
- Apamea zeta
- Autographa gamma – błyszczka jarzynówka (gatunek zawleczony)
- Eurois occulta
- Euxoa drewseni
- Euxoa westermanni
- Graphiphora augur – przypadkowo zawleczony, niezaliczany do grenlandzkiej entomofauny
- Lasionycta leucocycla
- Mniotype adusta
- Polia richardsoni
- Rhyacia quadrangula
- Spaleotis clandestina
- Sympistis lapponica
- Sympistis zetterstedtii
- Syngrapha borea
- Syngrapha parilis
- Syngrapha u-aureum

### Tantnisiowate(Plutellidae)
Na Grenlandii stwierdzono:
- Plutella maculipennis – tantniś krzyżowiaczek (gatunek zawleczony)
- Rhigognostis senilella

### Wachlarzykowate(Crambidae)
Na Grenlandii stwierdzono:
- Gesneria centuriella
- Nomophila nearctica
- Nomophila noctuella (gatunek zawleczony)
- Tehama bonifatella
- Udea torvalis

### Zwójkowate(Tortricidae)
Na Grenlandii stwierdzono 6 gatunków:
- Acleris arcticana
- Acleris caryosphena
- Argyroploce mengelana
- Epinotia indecorana
- Epiphyas postvittana – jednokrotnie zawleczony, niezaliczany do grenlandzkiej entomofauny
- Phiaris inquietana

## Muchówki(Diptera)
Na Grenlandii stwierdzono 312 gatunków.

### Długorogie(Nematocera)

#### Ćmiankowate(Psychodidae)
Na Grenlandii stwierdzono:
- Psychoda stachelli

#### Grzybiarkowate(Mycetophilidae)
Na Grenlandii stwierdzono:
- Allodia unicolor
- Boletina arctica
- Boletina digitata
- Boletina groenlandica
- Boletina maculata
- Brevicornu fuscipenne
- Brevicornu griseolum
- Exechia bicincta
- Exechia frigida
- Exechia fusca
- Exechia lundstroemi
- Exechia micans
- Exechia nitidicollis
- Exechia spinuligera
- Exechiopsis sp.
- Gnoriste longirostris
- Mycetophila evanida
- Mycetophila fungorum
- Mycetophila ruficollis
- Mycomya islandica
- Phronia braueri
- Phronia egregia
- Phronia exigua
- Rymosia lacki
- Sciophila festiva
- Sciophila hirta (oznaczenie gatunku niepewne)
- Sciophila lueta group sp.
- Speolepta sp.
- Tarnania tarnanii
- Trichonota delicata
- Trichonota vulgaris

#### Grzybolubkowate(Bolitophilidae)
Na Grenlandii stwierdzono:
- Bolitophila cienerea

#### Komarowate(Culicidae)
Na Grenlandii stwierdzono:
- Ochlerotatus impiger
- Ochlerotatus nigripes

#### Koziułkowate(Tipulidae)
Na Grenlandii stwierdzono:
- Nephrotoma flavescens
- Nephrotoma lundbecki
- Tipula arctica
- Tipula besselsi
- Tipula besselsoides

#### Kuczmanowate(Ceratopogonidae)
Na Grenlandii stwierdzono:
- Bezzia (jeden nieoznaczony gatunek)
- Brachypogon (jeden nieoznaczony gatunek z podrodzaju Isohelea)
- Culicoides sordidelllus
- Culicoides sp. (nieoznaczony gatunek)
- Dasyhelea (dwa nieoznaczone gatunki)
- Forcipomyia (dwa nieoznaczone gatunki)

#### Leniowate(Bibionidae)
Na Grenlandii stwierdzono tylko:
- Dilophus femoratus

#### Maraszekowate(Scatopsidae)
Na Grenlandii stwierdzono tylko:
- Scatops notata

#### Meszkowate(Simuliidae)
Na Grenlandii stwierdzono:
- Prosimulium ursinum
- Simulium rostratum
- Simulium vittatum

#### Ochotkowate(Chironomidae)
Na Grenlandii stwierdzono:
- Ablabesmyia pulchripennis
- Arctopelopia melanosoma
- Bryophaenocladius vernalis – występowanie niepewne
- Camptocladius stercorarius – występowanie niepewne
- Chaetocladius adsimilis
- Chironomus hyperboreus
- Chironomus riparius
- Chironomus staegeri
- Constempellina brevicosta
- Corynocera oliveri
- Corynoneura arctica
- Corynoneura celeripes
- Corynoneura scutellata
- Cricotopus cumulatus
- Cricotopus gelidus
- Cricotopus laricomalis
- Cricotopus lestralis
- Cricotopus pilosellus
- Cricotopus tibialis
- Diplocladius cultriger
- Diamesa aberrata
- Diamesa bertrami
- Diamesa bohemani
- Diamesa chorea
- Diamesa davisi – występowanie niepewne
- Diamesa geminata
- Diamesa hyperborea – występowanie niepewne
- Diamesa lindrothi
- Diamesa simplex
- Dicrotendipes modestus
- Dicrotendipes nervosus – występowanie niepewne
- Endochironomus oldenbergi – występowanie niepewne
- Eukiefferiella claripennis
- Halocladius variabilis
- Heterotrissocladius changi
- Heterotrissocladius maracidus
- Heterotrissocladius oliveri
- Hydrobaenus conformis
- Hydrobaenus fusistylus
- Krenosmittia sp.
- Limnophyes anderseni
- Limnophyes asquamatus
- Limnophyes atomarius
- Limnophyes brachytomus
- Limnophyes eltoni
- Limnophyes minimus
- Limnophyes pentaplastus
- Limnophyes pumilio
- Mesocricotopus thienemanni – oznaczenie gatunku niepewne
- Metriocnemus albolineatus
- Metriocnemus eurynotus
- Metriocnemus fuscipes
- Metriocnemus picipes
- Metriocnemus polaris
- Metriocnemus tristellus
- Metriocnemus ursinus
- Micropsectra brundini
- Micropsectra insignilobus – występowanie niepewne
- Micropsectra junci
- Micropsectra lindrothi
- Micropsectra logani
- Micropsectra polita
- Micropsectra recurvata
- Micropsectra tori
- Monodiamesa bathyphilla
- Oliveridia tricornis
- Orthocladius charensis
- Orthocladius consobrinus
- Orthocladius decoratus
- Orthocladius difficilis
- Orthocladius dubitatus – oznaczenie gatunku niepewne
- Orthocladius frigidus
- Orthocladius gelidorum
- Orthocladius gelidus
- Orthocladius groenlandensis
- Orthocladius knabeni
- Orthocladius knuthi
- Orthocladius lapponicus
- Orthocladius mixtus
- Orthocladius olivaceus – oznaczenie gatunku niepewne
- Orthocladius priomixtus
- Orthocladius rivicola
- Orthocladius rousellae
- Orthocladius rubicundus
- Orthocladius spitzbergensis
- Orthocladius thienemanni
- Orthocladius vaillanti
- Parachironomus sp.
- Paracladius quadrinodosus
- Paracladopelma nigritula group
- Parakiefferiella nigra
- Parametriocnemus graminicola
- Parametriocnemus lundbeckii
- Paraphenocladius brevinervis
- Paraphenocladius impensus
- Paratanytarus laccophilus
- Paratanytarus natvigi
- Paratanytarus setosimanus
- Paratanytarus tenuis
- Parochlus kiefferi
- Phaenopsectra incompta
- Polypedilum laetum – oznaczenie gatunku niepewne
- Procladius crassinervis
- Procladius culiciformis
- Prodiamesa olivacea
- Psectrocladius barbatimanus
- Psectrocladius barminanus
- Psectrocladius fennicus
- Psectrocladius limbatellus
- Psectrocladius octomaculatus group
- Psectrocladius sordidellus – oznaczenie gatunku niepewne
- Psectrotanypus pictipennis
- Pseudodiamesa branickii
- Pseudokiefferiella sp. – nieopisany gatunek
- Pseudosmittia nanseni
- Pseudosmittia oxoniana
- Rheocricotopus chapmani
- Sergentia coracina
- Smittia aterrima
- Smittia extrema
- Smittia flexinervis – oznaczenie gatunku niepewne
- Smittia parva
- Smittia polymorpha
- Smittia subnudipennis
- Smittia velutina
- Stictochironomus unguiculatus
- Tanytarus andersini
- Tanytarus gracilentus
- Tanytarus gregarius
- Tanytarus niger
- Thienemanniella sp.
- Tokunagaia obriaini
- Tokunagaia rectengularis – oznaczenie gatunku niepewne
- Trichotanypus posticalis
- Tvetenia bavarica – oznaczenie gatunku niepewne

#### Płaskorożkowate(Keroplatidae)
Na Grenlandii stwierdzono:
- Macrocera sp.

#### Pozmrokowate(Trichoceridae)
Na Grenlandii stwierdzono:
- Trichocera borealis
- Trichocera columbiana
- Trichocera lutea
- Trichocera maculipennis

#### Pryszczarkowate(Cecidomyiidae)
Materiał pryszczarkowatych z Grenlandii jest nieliczny. Znane są dwa okazy z prawdopodobnie nienazwanego jeszcze gatunku z grupy Camplyomyza flavipes, samica prawdopodobnie z gatunku Camplyomyza alpina oraz po kilka nieoznaczonych samic z podrodzin Porricondylinae i Cecidomyiiinae.

#### Sygaczowate(Limoniidae)
Na Grenlandii stwierdzono:
- Dactylolabis rhicnoptiloides
- Dicranomyia modesta
- Dicranomyia piscataquis
- Ormosia affinis
- Ormosia fascipennis
- Ormosia subnubila
- Rhabdomastix caudata
- Symplecta hybrida
- Symplecta scotica

#### Ziemiórkowate(Sciaridae)
Na Grenlandii stwierdzono:
- Bradysia forcipulata
- Camptochaeta – 5 gatunków
- Lycoriella – 6 gatunków, w tym: Lycoriella attenuata, Lycoriella cochleata, Lycoriella modesta, Lycoriella viticollis
- Scatopsciara morionella
- Schwenckfeldiana tridentata

### Muchówki krótkoczułkie(Brachycera)

#### Błotniszkowate(Heleomyzidae)
Na Grenlandii stwierdzono:
- Heleomyza borealis
- Heleomyza serrata
- Neoleria prominens
- Oecothea specus
- Scoliocentra fraterna

#### Błyskleniowate(Dolichopodidae)
Na Grenlandii stwierdzono:
- Dolichopus dasyops
- Dolichopus groenlandicus
- Dolichopus humilis
- Dolichopus plumipes

#### Bzygowate(Syrphidae)
Na Grenlandii stwierdzono:
- Dasysyrphus pinastri
- Eupeodes punctifer
- Eupeodes rufipunctatus
- Eupeodes vockerothi
- Helophilus groenlandicus
- Helophilus lapponicus
- Parasyrphus groenlandicus
- Parasyrphus tarsatus
- Platycheirus carinatus
- Platycheirus groenlandicus
- Platycheirus hyperboreus
- Platycheirus lundbecki
- Platycheirus varipes
- Sphaerophoria abbreviata
- Sphaerophoria scripta
- Syrphus torvus

#### Canacidae
Na Grenlandii stwierdzono:
- Pelomyiella mallochi

#### Gzowate(Oestridae)
Na Grenlandii stwierdzono:
- Cephenemyia trompe
- Hypoderma tarandi

#### Miniarkowate(Agromyzidae)
Na Grenlandii stwierdzono:
- Cerodontha lindrothi
- Cerodontha thulensis
- Napomyza parvicella
- Phytoliriomyza arctica
- Phytomyza fuscula
- Phytomyza opacella
- Phytomyza ranunculi
- Phytomyza varipes
- Phytomyza vibeana

#### Muchowate(Muscidae)
Na Grenlandii stwierdzono:
- Drymeia groenlandica
- Drymeia segnis
- Graphomyia ungava
- Hydrotaea anxia
- Limnophora groenlandica
- Limnophora rotundata
- Lispe uliginosa
- Lophosceles frenatus
- Lophosceles minimus
- Musca domestica – mucha domowa
- Mydaea palpalis
- Phaonia bidentata
- Phaonia pallidisquama
- Spilogona almqvistii
- Spilogona arctica
- Spilogona arcticola
- Spilogona baltica
- Spilogona deflorata
- Spilogona denudata
- Spilogona dorsata
- Spilogona extensa
- Spilogona malaisei
- Spilogona micans
- Spilogona megastoma
- Spilogona melanosoma
- Spilogona monacantha
- Spilogona novaesibiriae
- Spilogona opaca
- Spilogona puberula
- Spilogona sanctipauli
- Spilogona tendipes
- Spilogona tornensis
- Spilogona trianguligera
- Spilogona trigonifera
- Spilogona tundrae
- Spilogona zaitzevi

#### Plujkowate(Calliphoridae)
Na Grenlandii stwierdzono:
- Cynomya mortuorum
- Calliphora uralensis
- Protocalliphora atriceps
- Protocalliphora terraenovae
- Protocalliphora tundrae

#### Rączycowate(Tachinidae)
Na Grenlandii stwierdzono:
- Exorista thula
- Peleteria aena
- Periscepsia stylata
- Tachina ampliforceps
- Trafoia arctica

#### Sernicowate(Piophilidae)
Na Grenlandii stwierdzono:
- Allopiophila arctica
- Allopiophila nigerrima
- Allopiophila vulgaris
- Lasiopiophila pilosa
- Piophila caesi – sernica pospolita

#### Smętkowate(Sciomyzidae)
Na Grenlandii stwierdzono:
- Dictya umbroides

#### Sphaeroceridae
Na Grenlandii stwierdzono:
- Coproica vagans
- Norrbomia fumipennis
- Pullimosina heteroneura
- Spelobia luteilabris
- Spelobia pseudosetaria
- Sphaerocera curvipes

#### Srebrinkowate(Chamaemyiidae)
Na Grenlandii stwierdzono:
- Chamaemyia geniculata

#### Ścierwicowate(Scatophagidae)
Na Grenlandii stwierdzono:
- Gonarcticus arcticus
- Microprosopa haemorrhoidalis
- Scatophaga apicalis
- Scatophaga furcata
- Scatophaga litorea
- Scatophaga nigripalpis

#### Śmietkowate(Anthomyiidae)
Na Grenlandii stwierdzono:
- Botanophila betarum
- Botanophila moriens
- Botanophila profuga
- Botanophila rubrigena
- Delia echinata
- Delia fabricii
- Delia groenlandica
- Delia platura
- Delia setigera
- Egle groenlandica
- Eutrichota tunicata
- Fucellia ariciiformis
- Fucellia fucorum
- Fucellia pictipennis
- Fucellia tergina
- Fucellia vibei
- Lasiomma picipes
- Myopina crassipalpis
- Paradelia arctica
- Paregle audacula
- Pegomya circumpolaris
- Pegomya flavifrons
- Pegomya icterica
- Pegomya notabilis
- Pegomya zonata
- Pegoplata tundrica
- Zaphne brunneifrons
- Zaphne divisa
- Zaphne frontata
- Zaphne nearctica
- Zaphne occidentalis
- Zaphne tundrica

#### Wodarkowate(Ephydridae)
Na Grenlandii stwierdzono:
- Gymnoclasiopa matanuska
- Lamproscatella brunnipennis
- Limenllia stenhammari
- Philygria vittipennis
- Scatella stagnalis
- Scatella tenuicosta
- Scatophila cribrata
- Thinoscatella quadrisetosa

#### Wońkowate(Sepsidae)
Na Grenlandii stwierdzono:
- Orygma luctuosum
- Themira arctica

#### Wujkowate(Empididae)
Na Grenlandii stwierdzono:
- Clinocera stagnalis
- Rhaphomyia filicauda
- Rhaphomyia hirticula
- Rhaphomyia hirtula
- Rhaphomyia hoeli
- Rhaphomyia nigrita

#### Zadrowate(Phoridae)
Na Grenlandii stwierdzono:
- Megaselia arcticae
- Megaselia cirriventis
- Megaselia clara
- Megaselia groenlandica
- Megaselia pleuralis
- Megaselia rufipes

#### Zgniłówkowate(Fanniidae)
Na Grenlandii stwierdzono:
- Fannia bifimbriata
- Fannia canicularis – zgniłówka pokojowa
- Fannia scalaris

## Pchły(Siphonaptera)

### Ceratophyllidae
Na Grenlandii stwierdzono 5 gatunków:
- Ceratophyllus borealis
- Ceratophyllus gallinae
- Ceratophyllus garei
- Ceratophyllus vagabundus vagabundus
- Megabothris groenlandicus

### Pchłowate(Pulicidae)
Na Grenlandii stwierdzono 2 gatunki:
- Euhoplopsyllus glacialis glacialis
- Pulex irritans – pchła ludzka (gatunek zawleczony)

### Vermipsyllidae
Na Grenlandii stwierdzono 1 gatunek:
- Chaetopsylla globiceps

## Pluskwiaki(Hemiptera)

### Cykadokształtne(Cicadomorpha)
Na Grenlandii stwierdzono 2 gatunki z rodziny skoczkowatych:
- Macrosteles laevis
- Psammotettix lividellus

### Czerwce(Coccoidea)
Na Grenlandii stwierdzono 11 gatunków z 4 rodzin:
- rodzina: Eriococcidae
  - Eriococcus munroi
  - Eriococcus pseudinsignis
- rodzina: misecznikowate (Coccidae)
  - Pulvinaria glacialis
- rodzina: wełnowcowate (Pseudococcidae)
  - Arctococcus groenlandensis
  - Chortzococcus multiporus
  - Peliococcus balteatus
  - Peliococcus calluneti
  - Trionymus bocheri
  - Trionymus heterelymus
  - Trionymus thulensis
- rodzina: zabielicowate (Ortheziidae)
  - Arctorthezia cataphracta

### Koliszki(Psylliformes)
Na Grenlandii występują 3 gatunki koliszków z 2 rodzin:
- Cacopsylla groenlandica
- Psylla betulaenanae
- Psylla borealis

### Mszyce(Aphidiomorpha)
Na Grenlandii występuje 21 gatunków mszyc z 4 rodzin:
- Acyrthosiphon boreale
- Acyrthosiphon brachysiphon
- Acyrthosiphon brevicorne
- Aphis nivalis
- Betulaphis pelei
- Brachycaudus acaudatus
- Calaphis arctica
- Cavariella borealis
- Cinara juniperi
- Myzodium modestum
- Myzus polaris
- Nasonovia saxifragae
- Paducia aterrima
- Pemphigus groenlandicus
  - Pemphigus groenlandicus crassicornis
  - Pemphigus groenlandicus groenlandicus
- Pemphigus saliciradicis
- Pterocomma groenlandicum
- Thripsaphis sensoriata
- Thripsaphis vibei
  - Thripsaphis vibei arctica
  - Thripsaphis vibei vibei
- Utamphorophora vibei

### Pluskwiaki różnoskrzydłe(Heteroptera)
Na Grenlandii stwierdzono 4 gatunki:
- rodzina: pluskwowate (Cimicidae)
  - Cimex lectularius – pluskwa domowa (gatunek zawleczony)
- rodzina: tasznikowate (Miridae)
  - Chlamydatus pullus
- rodzina: zażartkowate (Nabidae)
  - Nabis flavomarginatus
- rodzina: zwińcowate (Lygaeidae)
  - Nysius groenlandicus

## Prostoskrzydłe(Orthoptera)
Na Grenlandii stwierdzono 1 zawleczony gatunek:
- Tachycines asynamorus – śpieszek cieplarniany

## Psotniki, gryzki (Psocodea)
Na Grenlandii występują 3 gatunki psotników z 2 rodzin:
- rodzina: Lachesillidae
  - Lachesillia pedicularia
- rodzina: Trogiidae
  - Lepinotus patruelis
  - Trogium pulsatorium – pstonik zakamarnik

## Sieciarki(Neuroptera)
Na Grenlandii stwierdzono 2 gatunki z rodziny życiorkowatych:
- Hemerobius simulans
- Wesmaelius nervosus

## Skorki(Dermaptera)
Na Grenlandii stwierdzono 1 zawleczony gatunek:
- Forficula auricularia – skorek pospolity

## Wszyiwszoły(Phthiraptera)
Na Grenlandii stwierdzono 48 gatunków.

### Wszoły bezgłaszczkowe(Amblycera)

#### Liotheidae
Na Grenlandii stwierdzono 7 gatunków.

### Wszoły bezgłaszczkowe(Ischnocera)

#### Philopteridae
Na Grenlandii stwierdzono 34 gatunki.

#### Trichodectidae
Na Grenlandii stwierdzono 2 gatunki.

### Wszy(Anoplura)

#### Echinophthiriidae
Na Grenlandii stwierdzono 2 gatunki.

#### Pediculidae
Na Grenlandii stwierdzono 3 gatunki.